# ATP Challenger Maia
Das ATP Challenger Maia (offizieller Name: Maia Open) ist ein Tennisturnier in Maia, das seit 2019 ausgetragen wird. Es ist Teil der ATP Challenger Tour und wird in der Halle auf Sand ausgetragen. Bereits von 1999 bis 2002 fand an selber Stelle ein Turnier statt.

## Siegerliste
Die Portugiesen Nuno Borges und Francisco Cabral sind Rekordsieger mit drei Titeln, wovon Cabral alle Titel im Doppel gewann.

### Einzel
| Jahr                         | Sieger               | Finalgegner          | Ergebnis      |
| ---------------------------- | -------------------- | -------------------- | ------------- |
| 2024                         | Damir Džumhur        | Francesco Passaro    | 6:3, 6:4      |
| 2023                         | Nuno Borges          | Benoît Paire         | 6:1, 6:4      |
| 2022                         | Luca Van Assche      | Maximilian Neuchrist | 3:6, 6:4, 6:0 |
| 2021 (2)                     | Tseng Chun-hsin      | Nuno Borges          | 5:7, 7:5, 6:2 |
| 2021 (1)                     | Geoffrey Blancaneaux | Tseng Chun-hsin      | 3:6, 6:3, 6:2 |
| 2020                         | Pedro Sousa          | Carlos Taberner      | 6:0, 5:7, 6:2 |
| 2019                         | Jozef Kovalík        | Constant Lestienne   | 6:0, 6:4      |
| 2003–2018: nicht ausgetragen |                      |                      |               |
| 2002                         | Victor Hănescu       | Óscar Hernández      | 6:1, 3:6, 6:3 |
| 2001                         | Jarkko Nieminen      | Feliciano López      | 5:7, 6:3, 6:4 |
| 2000                         | Andrea Gaudenzi      | Juan Ignacio Chela   | 3:6, 7:5, 6:1 |
| 1999                         | Juan Carlos Ferrero  | Mariano Hood         | 6:3, 5:7, 6:3 |

### Doppel
| Jahr                         | Sieger                                   | Finalgegner                                 | Ergebnis          |
| ---------------------------- | ---------------------------------------- | ------------------------------------------- | ----------------- |
| 2024                         | Théo Arribagé Francisco Cabral (3)       | Kimmer Coppejans Sergio Martos Gornés       | 6:1, 3:6, [10:5]  |
| 2023                         | Marco Bortolotti Andrea Vavassori (2)    | Fernando Romboli Szymon Walków              | 6:4, 3:6, [12:10] |
| 2022                         | Julian Cash Henry Patten                 | Nuno Borges Francisco Cabral                | 6:3, 3:6, [10:8]  |
| 2021 (2)                     | Nuno Borges (2) Francisco Cabral (2)     | Piotr Matuszewski David Pichler             | 6:4, 7:5          |
| 2021 (1)                     | Nuno Borges (1) Francisco Cabral (1)     | Andrej Martin Gonçalo Oliveira              | 6:3, 6:4          |
| 2020                         | Zdeněk Kolář Andrea Vavassori (1)        | Lloyd Glasspool Harri Heliövaara            | 6:3, 6:4          |
| 2019                         | Andre Begemann Daniel Masur              | Guillermo García López David Vega Hernández | 7:62, 6:4         |
| 2003–2018: nicht ausgetragen |                                          |                                             |                   |
| 2002                         | Sebastián Prieto Sergio Roitman          | Paul Baccanello Todd Perry                  | 6:4, 6:4          |
| 2001                         | Juan Ignacio Carrasco Djalmar Sistermans | Emanuel Couto Bernardo Mota                 | 7:5, 3:6, 7:5     |
| 2000                         | Tomáš Cibulec Leoš Friedl                | Petr Pála Pavel Vízner                      | 6:3, 4:6, 6:4     |
| 1999                         | Mariano Hood Sebastián Prieto            | Emanuel Couto Bernardo Mota                 | 6:2, 6:0          |